# Taunus
The Taunus é uma cadeia de montanhas localizada em Hesse, na Alemanha, ao norte de Frankfurt. O seu pico mais alto é Großer Feldberg com 878 metros; outros picos notáveis está Kleiner Feldberg (825 metros) e Altkönig (798 metros).

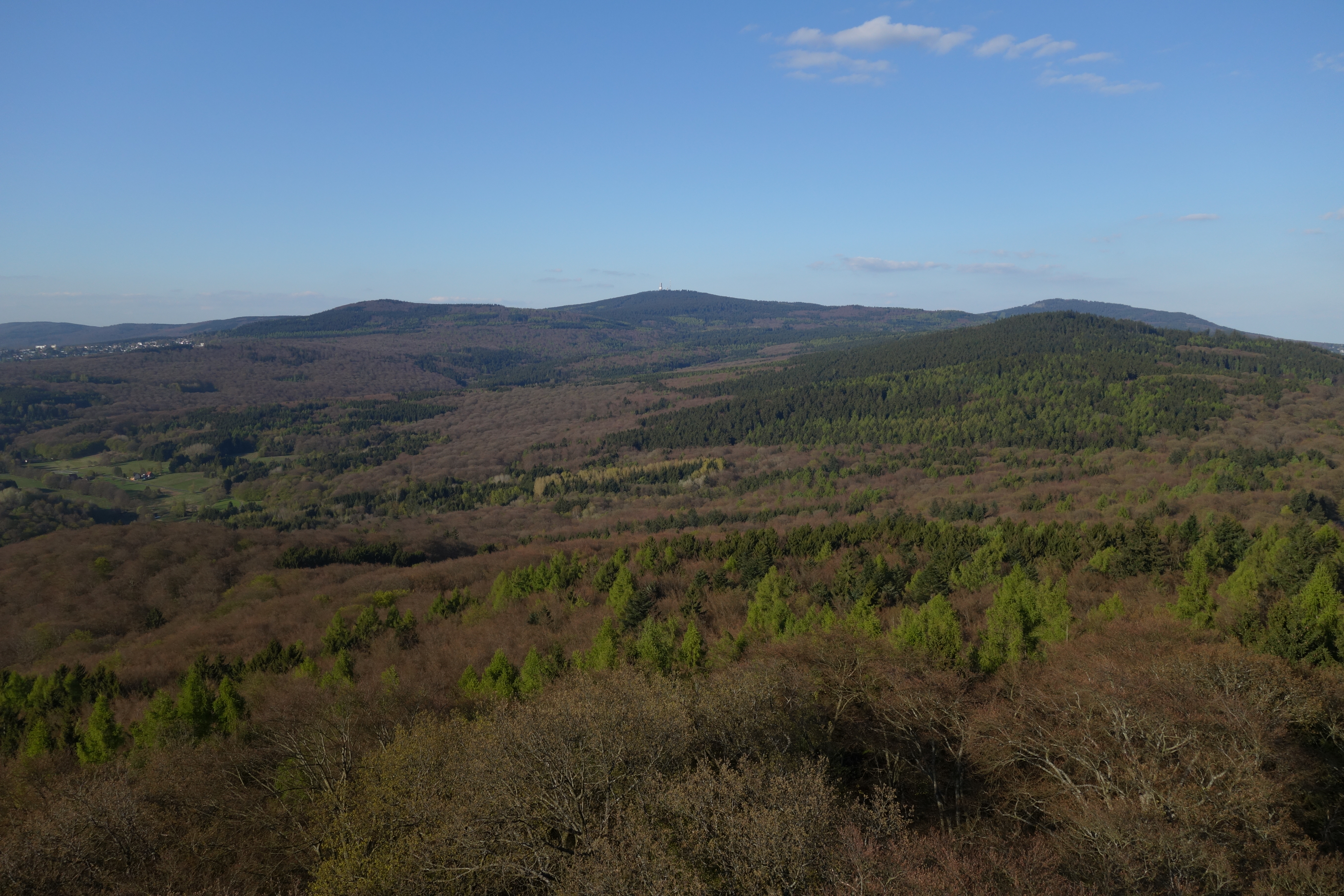
Paisagem de Taunus com Großer Feldberg no centro do fundo